# Jakub Hertz’ palæ
Jakub Hertz’ palæ (polsk Pałac Jakuba Hertza) ligger ved Tadeusz Kościuszkos allé 4 i Łódź.
Palæet blev bygget af Izrael Poznański som bryllupsgave til sin datter Anna og svigersønnen Jakub Hertz, på den anden side af Poznańskiernes murstenshus ved Piotrkowska-gaden og lige ved Den store synagoge. Det blev rejst i årene 1891-1892 efter tegninger af Julius Jung (muligvis også Hilary Majewski).
Bygningen havde tre etager og fik dekorative neorenæssanceformer. Facaden havde vinduer og en terrasse, samt et højt tag. Arkitekturen knyttedes til franske bygninger fra epoken. Ved porten fandtes en rigt udsmykket portal. Også inventaret var overdådigt, med blandt andet allegoriske vægmalerier malet af Antoni Piotrkowski. 
Facaden blev bygget om i mellemkrigstiden efter tegninger af Marian Lalewicz. Bygningen fik påbygget en ny etage. Facaden mistede noget af sin oprindelige effektfuldhed til tungere, modernistiske former. Den oprindelige indretning blev imidlertid i stor grad bevaret. 
I dag huser bygningen Det medicinske universit i Łódź.

51°46′33″N 19°27′14.14″Ø / 51.77583°N 19.4539278°Ø